# Desastres em 1983
Nesta página encontrará referências aos desastres ocorridos durante o ano de 1983.

## março
- 13 de março - Acidente com explosão deixa 32 mortos na estrada vicinal que liga a cidade de Missão Velha ao distrito de Jamacaru.

## junho
- 2 de junho - Um DC-9-32 da Air Canada, no voo 143, efetua um pouso de emergência em Cincinnati (Northern Kentucky International Airport). 23 de 41 passageiros morreram, nenhum dos 5 membros da tripulação se feriu.

## setembro
- 1 de setembro - O Voo KAL 007 cai após ser atingido por um caça soviético matando todas as 269 pessoas a bordo a oeste da ilha Sacalina, Rússia.